# 광주산맥
광주산맥(廣州山脈)은 태백산맥의 철령(鐵嶺) 부근에서 갈라져 서울 부근에 이르는 산맥이다.

## 같이 보기
- 한국의 산맥